# Martin T3M
Die Martin T3M, mit der Herstellerbezeichnung Model 73, war ein amerikanischer Torpedobomber aus den 1920er Jahren, der aus der Martin SC entwickelt wurde. Dieser einmotorige Doppeldecker etablierte sich als Standard-Torpedobomber der U.S. Navy und war von 1926 bis 1932 sowohl von Landbasen als auch von Flugzeugträgern aus im Einsatz.

## Geschichte

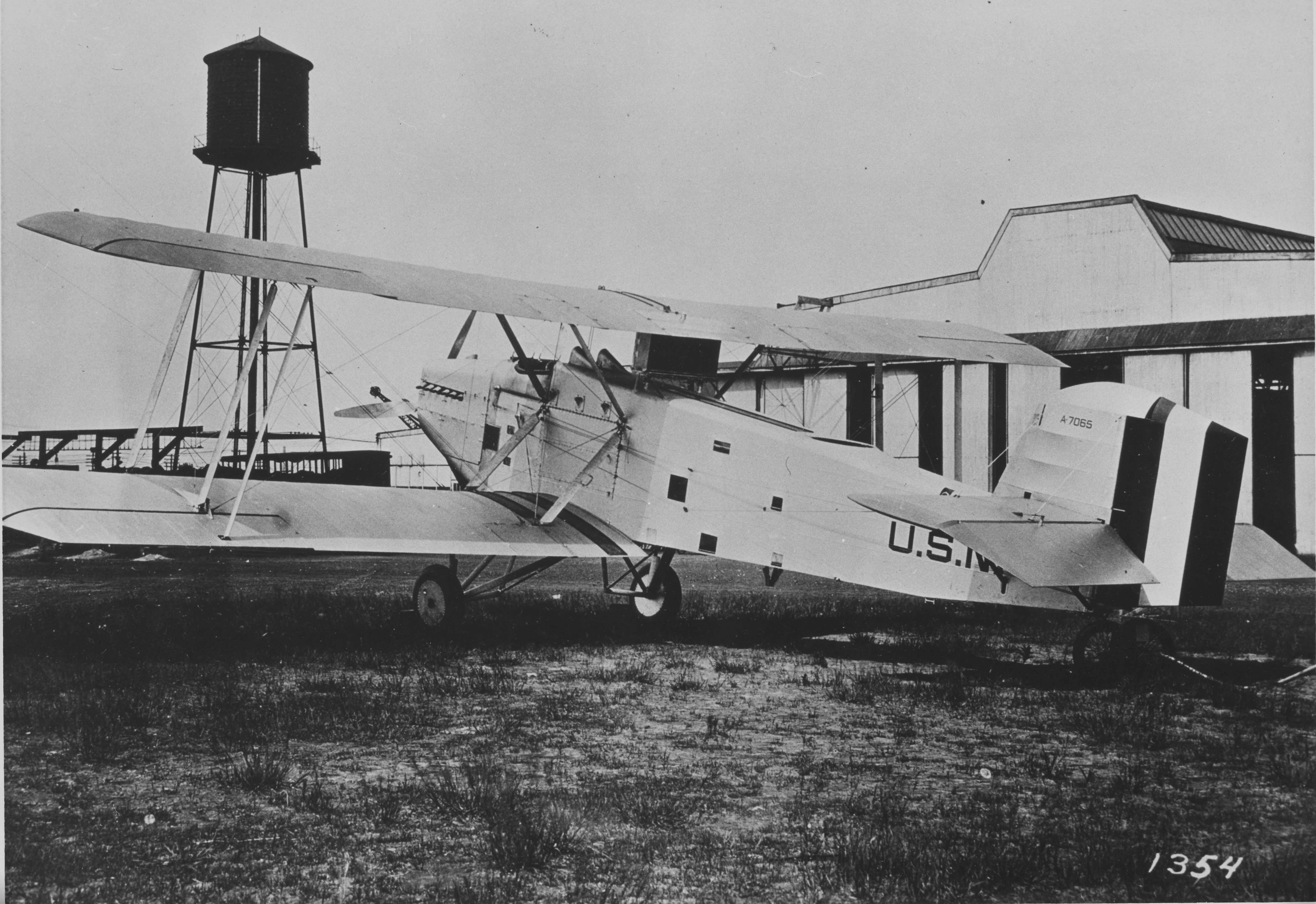
Martin T3M-1 Torpedobomber

Nachdem die Glenn L. Martin Company im Jahr 1924 bereits 75 Exemplare der Martin SC produziert hatte, der Serienversion der Curtiss CS, konnte das Unternehmen eine verbesserte Version anbieten, als die U.S. Navy einen Bedarf an einem verbesserten Torpedobomber/Aufklärungsflugzeug hatte. Der Auftrag wurde 1925 an die Firma Martin vergeben. Dieses Flugzeug, das als T3M-1 bezeichnet wurde, absolvierte seinen Erstflug im Juli 1926. Am 17. Februar 1927 wurde das erste von 24 Flugzeugen ausgeliefert. Die T3M-1 war für den Trägereinsatz immer noch zu schwach motorisiert, deshalb wurden die beiden letzten Martin SC-1 mit dem Packard 3A-2500 mit 730 PS ausgerüstet, diese waren die Prototypen (A-6834 als SC-6 und A-6835 als XSC-6) der T3M-2.
Die U.S. Navy bestellte 1926, 100 T3M-2 mit dem Packard Motor die im selben Jahr ausgeliefert wurden. Anschließend wurden die Einsatzstaffeln der Flugzeugträgern Lexington und Saratoga damit ausgerüstet. Da die Leistung immer noch nicht überzeugte, drängte das Bureau of Aeronautics die Firma Martin dazu, das Flugzeugmuster mit einem luftgekühlten Pratt and Whitney R-1690-24 Hornet Sternmotor umzurüsten. Das Gewicht des Flugzeugs mit dem Sternmotor war um eine Tonne geringer als das mit dem Packard-Motor, zudem erwies er sich als zuverlässiger und einfacher zu warten. Diese Flugzeuge bildeten die Grundlage für die Martin T4M, die den T3M bei der U.S. Navy ablösen sollte.

## Konstruktion

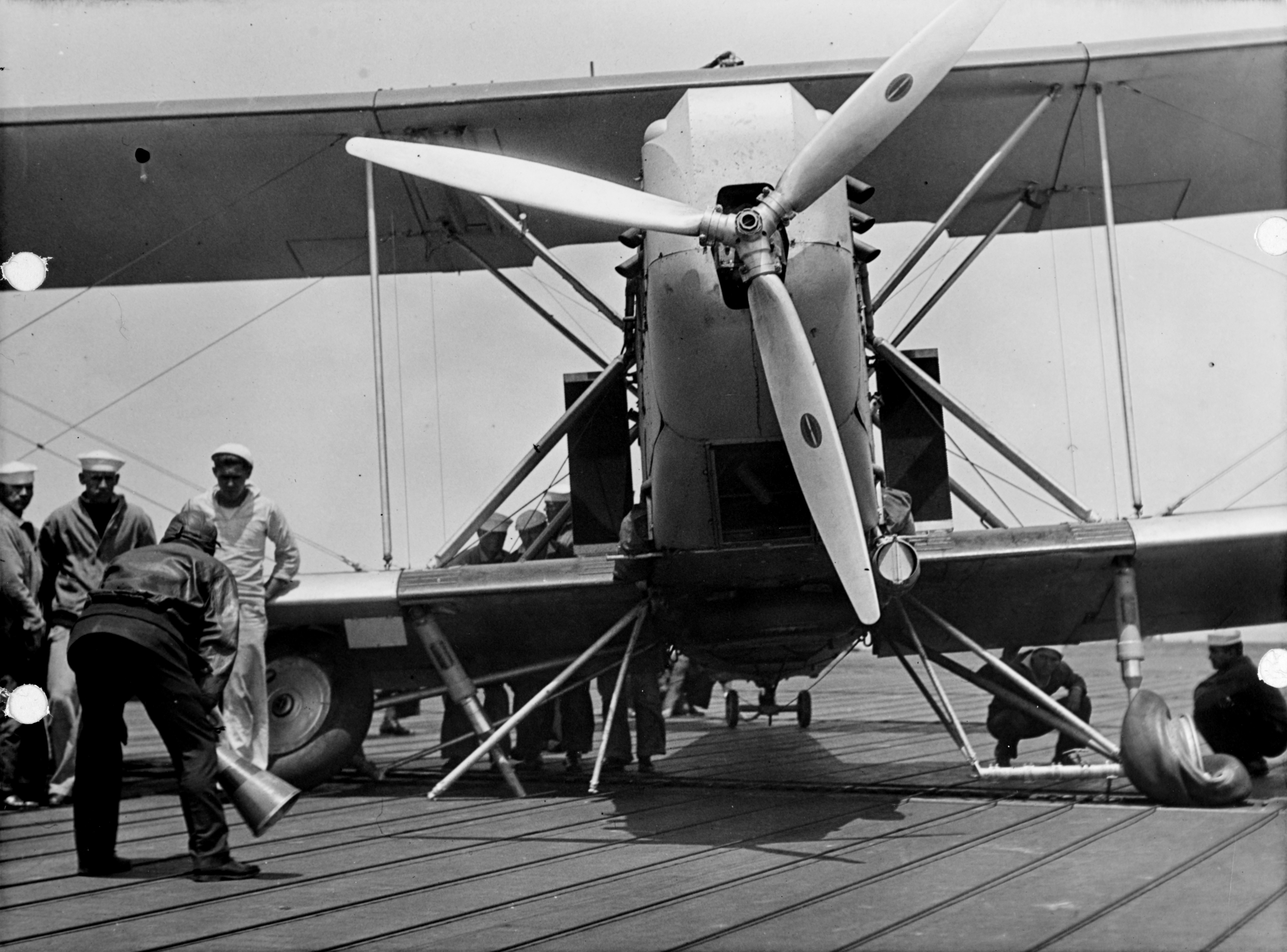
Martin T3M-2 nach einer Bruchlandung auf einem Flugzeugträger

Die Martin T3M war in Gemischtbauweise ausgeführt. Die Rumpfstruktur des Flugzeugs bestand aus geschweißten Stahlrohren; eine Technik, die bereits bei der Martin MO von 1923 angewandt worden war. Der Rumpf war im Bereich des Motors mit einer Metallverkleidung versehen, während der Rest des Flugzeugs stoffbespannt war. Sowohl die Tragflächen wie auch das Leitwerk bestanden aus einem stoffbespannten Holzgerüst. Die Rohrgitterstruktur des Flugzeugrumpfs der T3M-1 und ihres Nachfolgers T3M-2 unterschied sich erheblich voneinander.
Bei der T3M-1 war der untere Flügel des Doppeldeckers länger als der obere. Bei dem Nachfolger, der T3M-2, waren beide Tragflächen gleich lang und hatten eine Spannweite von 17,25 m. Die Tragflächen waren klappbar, damit dieser Flugzeugtyp von Flugzeugträgern aus operieren konnte.
Die Cockpitanordnung veränderte sich gegenüber dem Vorgängerflugzeug, der Martin SC; bei der Martin T3M-1 saßen zwei Besatzungsmitglieder (Pilot, Copilot/Bombenschütze) nebeneinander vor der Tragfläche, und das dritte Besatzungsmitglied bediente den MG-Stand im hinteren Bereich. Ein viertes Besatzungsmitglied (Funker/MG-Schütze) konnte im Rumpf untergebracht werden. Der Bombenschütze, der neben dem Piloten saß, konnte durch Veränderung seiner Position durch eine Glasscheibe unter dem Motor nach vorne sehen, um die Bomben oder Torpedos ins Ziel zu bringen. Bei der T3M-2 veränderte sich wieder die Anordnung des Piloten und des Bombenschützen, so dass diese wieder hintereinander saßen, wobei der Bombenschütze vorne und der Pilot hinten saß.
Der Motorkühler war bei der T3M-1 zwischen dem Rumpf und der oberen Tragfläche angeordnet. Bei der T3M-2 war dafür kein Platz mehr und wurde deshalb beidseitig am Rumpf angebracht.
Die T3M wurde so gebaut, dass ihr Fahrwerk schnell und einfach zwischen einem Radfahrwerk und Schwimmern ausgetauscht werden konnte.

## Versionen
Serienmaschinenen die aus der Martin SC umgebaut wurden und zu Prototypen der T3M-2 wurden
BuNo: A-6834 umgebaut zur SC-6
BuNo: A-6835 umgebaut zur XSC-6
Martin T3M-1 – Herstellerbezeichnung Martin Model 73
24 gebaute Flugzeuge mit einem Wright T-3B
Martin T3M-1, Werknummer: 174-197, BuNo: A-7065 – A-7088
Erstflug: 17. Februar 1927
Martin T3M-2 – Herstellerbezeichnung Martin Model 73
100 gebaute Flugzeuge mit einem Packard 3A-2500
Martin T3M-2, Werknummer: 198-297, BuNo: A-7224 – A-7323
Erstflug: 18. Oktober 1927
Martin XT3M-3, XT3M-4
Martin XT3M-3: Umbau der ersten T3M-2 mit einem Pratt & Whitney R-1690-24 Hornet Sternmotor.
Werknummer: 198, BuNo: A-7224
In einem weiteren Umbau wurde die Zelle erneut von der NAF (Naval Aircraft Factory) als Martin XT3M-4 modifiziert, diesmal ausgestattet mit einem Wright R-1750-Motor. Der Erstflug dieses modifizierten Flugzeugs erfolgte am 2. Februar 1928. Diese Umbauten dienten als Prototypen für eine leistungsgesteigerte Variante, die später als T4M bekannt wurde.

## Nutzung
Die Auslieferung der T3M-1 an die U.S. Navy begann im September 1926. Allerdings wurde die T3M-1 nicht intensiv genutzt und ab 1927 durch die leistungsstärkere T3M-2 ersetzt. Obwohl die T3M-2 in den Einsatzstaffeln durch ihre Weiterentwicklung mit Sternmotoren, der T4M, ersetzt wurde, blieb sie bis mindestens 1932 in den Staffeln der US Navy im Einsatz
- United States Navy - Folgende Einheiten der US Navy nutzten die Martin T3M:
  - VT-8S (1929–)[7]
  - VT-6D14 (1929–1933) Die T3M-2 wurden bei den Einsätzen durch die USS Avocet (AVP-4) und die USS Pelican (AVP-6) unterstützt.[8]
  - VT-3D15 (1928–1930)[9]
  - VT-2D15 (1927–1928)[10]
  - VT-2B (1927)[11]
  - VP-3S (–1932)[11]
  - VJ-2S siehe Foto NH 100517

## Technische Daten
| Kenngröße                     | Martin T3M-1 – Model 73 Wasserflugzeug                | Martin T3M-2 – Model 73 Landflugzeug                  |
| ----------------------------- | ----------------------------------------------------- | ----------------------------------------------------- |
| Besatzung                     | drei / vier                                           | drei / vier                                           |
| Länge                         | 13,03 m                                               | 12,72 m                                               |
| Spannweite                    | 17,25 m                                               | 17,25 m                                               |
| Höhe                          | 4,88 m                                                | 4,60 m                                                |
| Flügelfläche                  | 78,78 m²                                              | 82,03 m²                                              |
| Flügelstreckung               |                                                       |                                                       |
| Leermasse                     |                                                       |                                                       |
| Gesamtgewicht (Loaded weight) | 4463 kg                                               | 4310 kg                                               |
| Reisegeschwindigkeit          | 126 km/h                                              | –                                                     |
| Höchstgeschwindigkeit         | 174 km/h                                              | 176 km/h                                              |
| Dienstgipfelhöhe              | 1060 m                                                | 2400 m                                                |
| Reichweite                    | 1564 km                                               | 1215 km                                               |
| Triebwerke                    | 1 × V-Motor Wright T-3B Typhoon mit 575 PS (423 kW)   | 1 × V-Motor Packard 3A-2500 mit 730 PS (537 kW)       |
| Bewaffnung                    | drei Maschinengewehre 7,62 mm, ein Torpedo mit 730 kg | drei Maschinengewehre 7,62 mm, ein Torpedo mit 730 kg |

## Vergleichbare Typen
- Hawker Horsley
- Vickers Vildebeest
- Blackburn Velos
- Douglas T2D
- Boeing TB
- Martin T4M
- Blackburn Ripon
- Mitsubishi B2M